# Blackhouse (Dun Carloway)

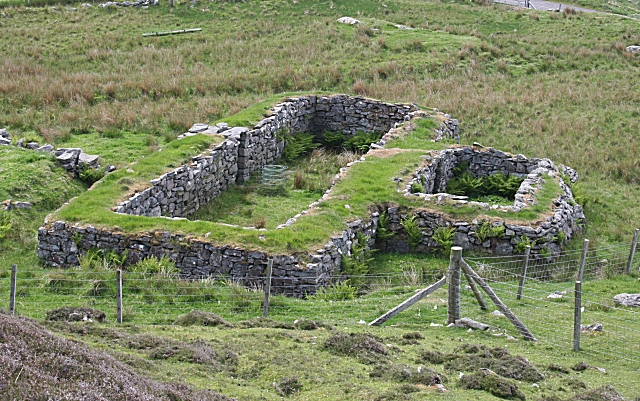
Blackhouse von Dun Carloway

Das Blackhouse von Dun Carloway ist die Ruine eines Wohngebäudes in der Ortschaft Dun Carloway auf der schottischen Hebrideninsel Lewis and Harris. 1993 wurde das Bauwerk in die schottischen Denkmallisten in der Denkmalkategorie C aufgenommen.

## Beschreibung
Es handelt sich um die Reste eines traditionellen Black House im typischen Stil der Hebriden. Sie befinden sich in der kleinen Ortschaft Dun Carloway nahe der Bucht Loch Roag an der Westküste von Lewis, dem Nordteil der Doppelinsel Lewis and Harris. Das Gebäude steht abseits der durch Dun Carloway verlaufenden Stichstraße ein kurzes Stück südöstlich des für die Ortschaft namensgebenden Brochs Dun Carloway.
Typisch für Black Houses ist ihr mächtiges Massivmauerwerk aus Feldstein, das am vorliegenden Objekt weitgehend erhalten ist. Zum Beschreibungszeitpunkt war es aufgrund des fehlenden Daches grasbewachsen. Das Black House ist fensterlos. In die langen Seiten des länglichen Gebäudes sind einzig zwei Türöffnungen eingelassen. Bei einer der Türen handelte es sich um die Eingangstür. Die zweite Tür führte in die Scheune beziehungsweise Stallung, die in einem separaten, aus der langen Seite heraustretenden Raum untergebracht war.